# Draba hederifolia
Draba hederifolia là một loài thực vật có hoa trong họ Cải. Loài này được Coss. mô tả khoa học đầu tiên năm 1880.